# KiKA Award
KiKA Award ist eine Spielshow des Kinderkanals (KiKA) von ARD und ZDF, bei der engagierte Menschen den gleichnamigen Preis KiKA Award bekommen.
Die Sendung wird von wechselnden KiKA-Moderatoren präsentiert. Erstmals wurde sie am 20. November 2020, dem Internationalen Tag der Kinderrechte, live aus der Warsteiner Music Hall in Dortmund ausgestrahlt. 2021 und 2022 kam die Show aus dem Kesselsaal der Zentralheize in Erfurt. 2023 pausierte sie, 2024 gab es eine Show aus Köln.

## Konzept
Der Kinderkanal KiKA, wollte engagierte Jugendliche auszeichnen, die sich für die Umwelt einsetzen oder etwas Nützliches erfinden. Deshalb wurde der Preis ursprünglich geschaffen. 2024 wurde das Konzept verändert. Seitdem werden Prominente ausgezeichnet. Auch ein Engagement-Preis wird weiterhin vergeben.
Eine Kinderjury entscheidet darüber, wer ins Finale kommt. Im Finale werden Spiele gespielt und der Preis verliehen. Über die Preisträger stimmt das Publikum ab. Außerdem gibt es Musikdarbietungen.

## Moderation
- Jessica Schöne (2020–2022)
- Tobias Krell (2020, 2022)
- Tommy Scheel (2021)
- Linda Joe Fuhrich (2024)
- Soraya Jamal (2024)
- Sarah Parvanta (2024)
- Mylee Sattler-Johnson (2024)
- Ben (2024)
- Luca Hänni (2024)
- Johannes Zenglein (2024)

## Projekte und Gewinner
| Kategorie                    | für …                             | Projekte                                                                      | Gewinner                           | Pate(n)               |
| ---------------------------- | --------------------------------- | ----------------------------------------------------------------------------- | ---------------------------------- | --------------------- |
| KiKA Young Science Award     | die nützlichste Erfindung         | Schleimpilz Blob, Mikroplastikfliter, Corona-Schutzvisiere                    | Mikroplastikfilter                 | Suzanna Randall       |
| KiKA Clever Online Award     | verantwortungsvolle Mediennutzung | Krisenchat, Kopf über Wasser, CoronaPort                                      | Kopf über Wasser                   | Lisa und Lena         |
| KiKA For our Planet Award    | nachhaltiges Engagement           | Ein Euro für einen Baum, Community Klima, The Green Club                      | The Green Club                     | Eko Fresh             |
| KiKA Make a Change Award     | sozial-politisches Engagement     | Spendensparschwein Rosalie, Repair & Care, Der schwierige Weg in die Freiheit | Der schwierige Weg in die Freiheit | Nikeata Thompson      |
| KiKA Kinder für Kinder Award | Engagement von Kindern für Kinder | Hilfe für Kutupalong, Action!Kidz, KULTinklusive                              | KULTinklusive                      | Michael Patrick Kelly |

| Kategorie                    | für …                                        | Projekte                                                        | Gewinner                     | Pate            |
| ---------------------------- | -------------------------------------------- | --------------------------------------------------------------- | ---------------------------- | --------------- |
| KiKA Clever Online Award     | verantwortungsvolle Mediennutzung            | DWDMIU – Kampagne gegen Hass, Impfterminsuche, Fahrrad-App Emil | DWDMIU – Kampagne gegen Hass | Hanna Binke     |
| KiKA For our Planet Award    | nachhaltiges Engagement                      | Naturschutz2go, M2 – Auf grüner Mission, Papier aus Laub        | Naturschutz2go               | Lucas Reiber    |
| KiKA Make a Change Award     | sozial-politisches Engagement                | GUIDE-Walk, Jules Traum, Skatepark Meerbusch                    | GUIDE-Walk                   | Kristina Vogel  |
| KiKA Kinder für Kinder Award | Engagement von Kindern für Kinder            | Generation Zukunft, Miteinander-Podcast, Schulsanitätsdienst    | Schulsanitätsdienst          | Johannes Strate |
| KiKA Award Spezial           | Engagement bei der Flutkatastrophe im Ahrtal | —                                                               | DPSG Bensberg                | David Fuhrmann  |

| Kategorie                    | für …                             | Projekte                                                      | Gewinner                | Pate(n)                          |
| ---------------------------- | --------------------------------- | ------------------------------------------------------------- | ----------------------- | -------------------------------- |
| KiKA Clever Online Award     | verantwortungsvolle Mediennutzung | Cybermobbinghilfe, NAssie Notfall-App, SafeSpace-App          | SafeSpace-App           | Romina Palm und Stefano Zarrella |
| KiKA For our Planet Award    | nachhaltiges Engagement           | Bergmolche, SafeHave, Waldpaten                               | Bergmolche              | Tom Beck                         |
| KiKA Make a Change Award     | sozial-politisches Engagement     | Peer Helper, Recycling von OP-Masken, Weltverbesserer AG      | Recycling von OP-Masken | Leni Bolt                        |
| KiKA Kinder für Kinder Award | Engagement von Kindern für Kinder | AG Gebärdensprache, Jugendbeirat Depressionshilfe, Ländercafé | AG Gebärdensprache      | Kelvin Jones                     |
| KiKA Award Spezial           | Engagement in der Ukraine-Hilfe   | —                                                             | Lorina                  | Natalia Yegorova                 |

| Kategorie            | Nominierte | Gewinner                                                   | Pate                                |
| -------------------- | --- | ---------------------------------------------------------- | ----------------------------------- |
| Sport                | Toni Kroos, Florian Wirtz, Jamal Musiala | Toni Kroos                                                 | Johannes Zenglein (Tigerenten Club) |
| Film                 | Emilia Maier (Die Schule der magischen Tiere), Josie Hermer (Schloss Einstein), Guido Hammesfahr (Löwenzahn) | Emilia Maier (Die Schule der magischen Tiere)              | Soraya Jamal (Team Timster)         |
| Musik                | Leony, Wincent Weiss, Álvaro Soler | Wincent Weiss                                              | Luca Hänni (Dein Song)              |
| Content Creator      | laserluca, Noel Dederichs, Lewinray | Lewinray                                                   | Ben (KiKA LIVE)                     |
| KiKA-Lieblingsmensch | Sarah Parvanta (KiKA LIVE), Ben (KiKA LIVE), Linda Joe Fuhrich (logo!), Sherif Rizkallah (logo!), Marina Blanke (Checkerin Marina), Eric Mayer (PUR+), Soraya Jamal (Team Timster), Annika Preil (Anna und die wilden Tiere), Maral Bazargani (logo!), Johannes Zenglein (Tigerenten Club), Tobias Krell (Checker Tobi, Die beste Klasse Deutschlands), Clarissa Corrêa da Silva (Wissen macht Ah!, Triff …, Die beste Klasse Deutschlands) | Tobias Krell (Checker Tobi, Die beste Klasse Deutschlands) | Mylee Sattler-Johnson (Moooment!)   |
| Engagement           | Feuersalamandertaxi, Retterherzen, Saubere Sache – Entfernen von Mineralöl aus Wasser | Retterherzen                                               | Linda Joe Fuhrich (logo!)           |